# 柄盖蕨
柄盖蕨（学名：Peranema cyatheoides），为球盖蕨科柄盖蕨属下的一个种。